# 벤조(c)싸이오펜
벤조[c]싸이오펜(영어: benzo[c]thiophene)은 벤젠 고리와 싸이오펜 고리가 융합된 두 개의 고리 구조를 특징으로 하는 분자식이 C8H6S인 방향족 유기 화합물이다.
벤조[c]싸이오펜은 벤조[b]싸이오펜과 황 원자의 위치가 서로 다른 이성질체이다. 벤조[b]싸이오펜은 벤조[c]싸이오펜보다 더 안정적이고, 일반적으로 더 많이 생성된다.

## 같이 보기
- 벤조[b]싸이오펜
- 헤테로고리 화합물
- 방향족 화합물